# Caprimulgus mahrattensis
El chotacabras mahratta, chotacabras de Mahratta o chotacabra de Sykes (Caprimulgus mahrattensis) es una especie de ave caprimulgiforme de la familia Caprimulgidae propia del noroeste de sur de Asia.

## Descripción
Miden unos 23 cm de largo, y pesan unos 57 gr. Es una especie con cierto grado de dimórfismo sexual. Sus partes superiores son de color gris arena, ligeramente manchado de color marrón negruzco y marrón claro, con nuca ante. Su plumaje se asemeja a la corteza de un árbol, hojas secas o suelo arenoso. Tiene patas pequeñas fáciles de usar y que se posan. El pico corto es de color gris claro y tiene cerdas alrededor de la boca. Su iris es de color marrón negruzco oscuro. Las alas son largas y angostas. Su llamada es un sonido prolongado ululante.

## Distribución
Las áreas de anidación del chotacabras Mahratta son el sur de Afganistán, el sur de Irán, el extremo noreste de la India y en todo Pakistán. En el invierno, esta ave migra hacia el este de la India; a veces se observan vagabundos en la península arábiga.

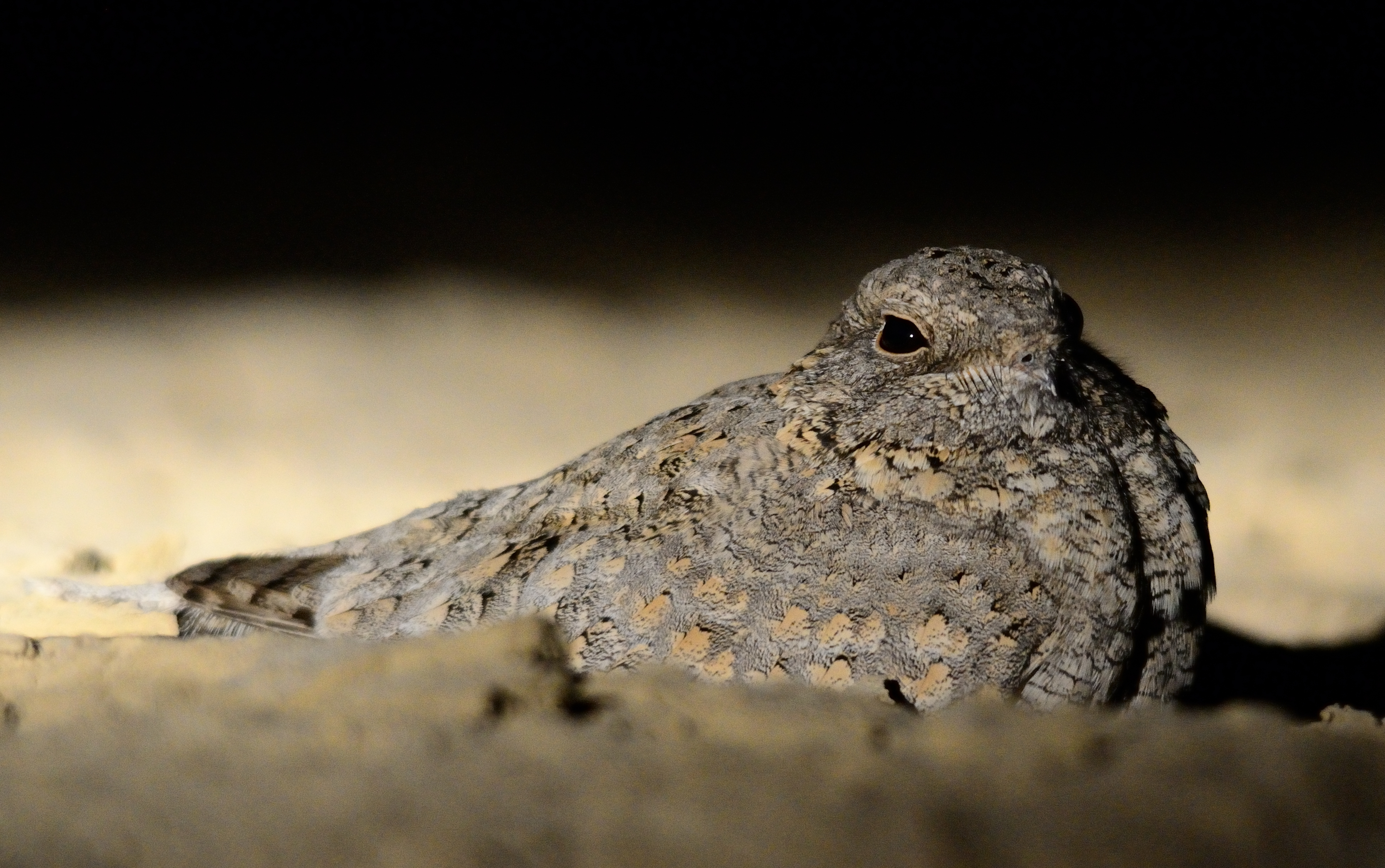
Ejemplar en las praderas de Banni en el estado de Guyarat, India.